# کنوانسیون لومه
کنوانسیون لومه (انگلیسی: Lomé Convention) به قراردادی گفته می‌شود که در تاریخ ۲۸ فوریه ۱۹۷۵ بین جامعه اقتصادی اروپا و ۴۶ کشور در حال توسعه دیگر در لومه پایتخت توگو به امضا رسید.
به موجب این کنوانسیون جامعه مزبور قول داد تا کمک‌ها و سرمایه‌گذاری‌های خود را در اختیار کشورهای فوق قرار دهد تا آن‌ها بتوانند به بازارهای جامعه اقتصادی اروپا دسترسی یابند.
هدف این پیمان تنظیم روابط تجاری بین کشورهای اروپایی و کشورهای آفریقایی و حوزه اقیانوس آرام برای جلوگیری از نوسانات ناگهانی قیمت مواد خام و اولیه ای بود که توسط کشورهای جهان سومی حاضر در پیمان صادر می شد .
این پیمان در واقع به قصد عدم ایجاد " اوپک " های دیگر که بتوانند منافع صادرکنندگان مواد اولیه مورد نیاز کشورهای صنعتی را تامین کرده و مانع افت قیمت ها شوند منعقد شد .